# Vila do Porto
Vila do Porto is een gemeente op het eiland Santa Maria in het Portugese autonome gebied en eilandengroep Azoren.
De gemeente heeft een totale oppervlakte van 97 km2 en telde 5578 inwoners in 2001.
Bij de plaats Vila do Porto bevindt zich de Santa Maria Airport.

## Plaatsen in de gemeente
- Almagreira
- Santa Bárbara
- Santo Espírito
- São Pedro
- Vila do Porto